# Gemeinde Destrnik

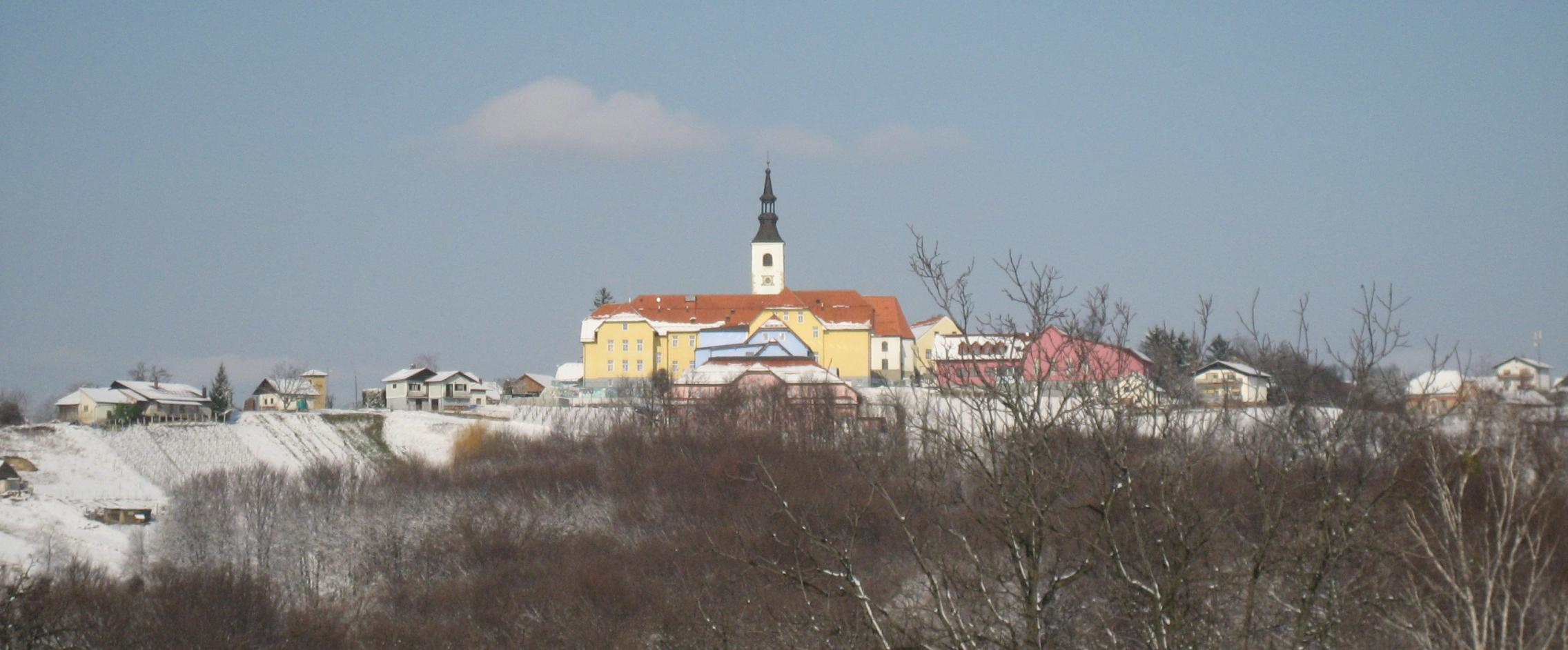
Teile der Ortschaft Janežovski Vrh und die Kirche St. Urban im Hauptort Destrnik.

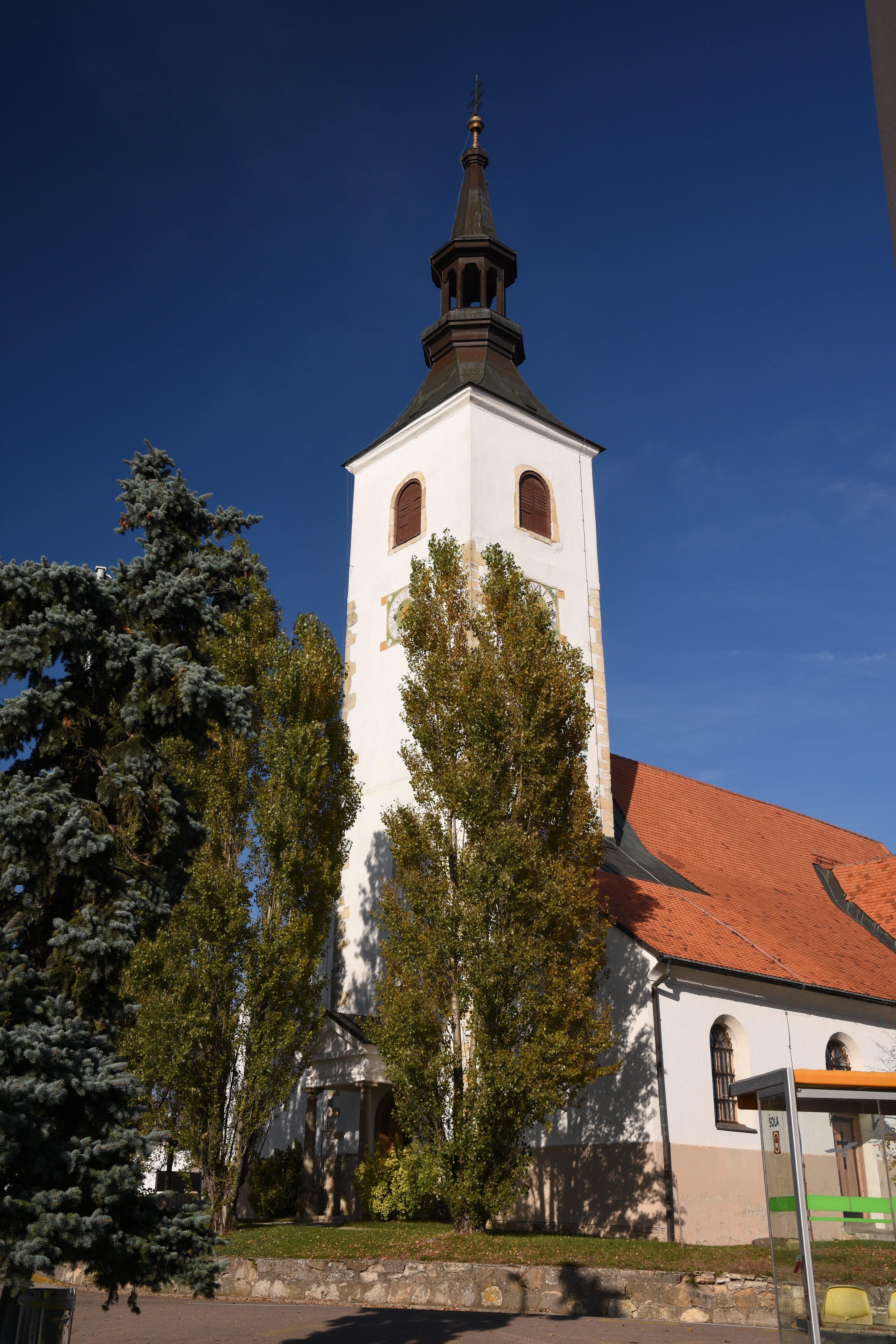
Kirche St. Urban in Destrnik

Destrnik (deutsch: Desternik, älter auch Winterdorf) ist der Name einer Gemeinde und ihres namensgebenden Hauptortes im Nordosten Sloweniens. Sie liegt in der historischen Landschaft Spodnja Štajerska (Untersteiermark) und in der statistischen Region Podravska.

## Lage
Die Gemeinde Destrnik liegt in den Slovenske gorice (Windische Bühel) knapp 7,5 km nördlich von Ptuj. Sie wird von Nordwesten nach Süden vom Bach „Rogoznica“ (Ragosnitzbach) durchflossen und reicht im Osten bis an das Tal der Pesnica (Pößnitz) heran. Der Hauptort liegt auf etwa 350 m. ü. A.

## Ortschaften
Die Gemeinde umfasst 17 Ortschaften. Die deutschen Exonyme in den Klammern stammen aus der Mitte des 19. Jahrhunderts und werden heutzutage nicht mehr verwendet:
- Desenci (Destinzen)
- Destrnik (Desternik, älter auch Winterdorf)
- Dolič (Dolitsch)
- Drstelja (Tristeldorf)
- Gomila
- Gomilci (Gomilzen)
- Janežovci (Janschendorf)
- Janežovski Vrh (Janschenberg)
- Jiršovci (Hirschendorf)
- Levanjci (Juvanzen)
- Ločki Vrh (Lotschitschberg)
- Placar (Platzern)
- Strmec pri Destrniku (Stermetzberg)
- Svetinci (Svetinzen)
- Vintarovci (Winterdorf)
- Zasadi (Sasada)
- Zgornji Velovlek (Obervelovlek)

## Nachbargemeinden
| Lenart | Trnovska vas                                | Sveti Andraž v Slovenskih goricah |
|        | Kompassrose, die auf Nachbargemeinden zeigt | Juršinci                          |
|        | Ptuj                                        |                                   |

## Sehenswürdigkeiten
Im Ort Destrinik steht das Museum Škarjakov muzej. Es werden dort Werkzeuge und Haushaltsgegenstände aus dem bäuerlichen Leben gezeigt. In dem Gebiet Slovenske Gorice wird Wein angebaut.